# Jatib

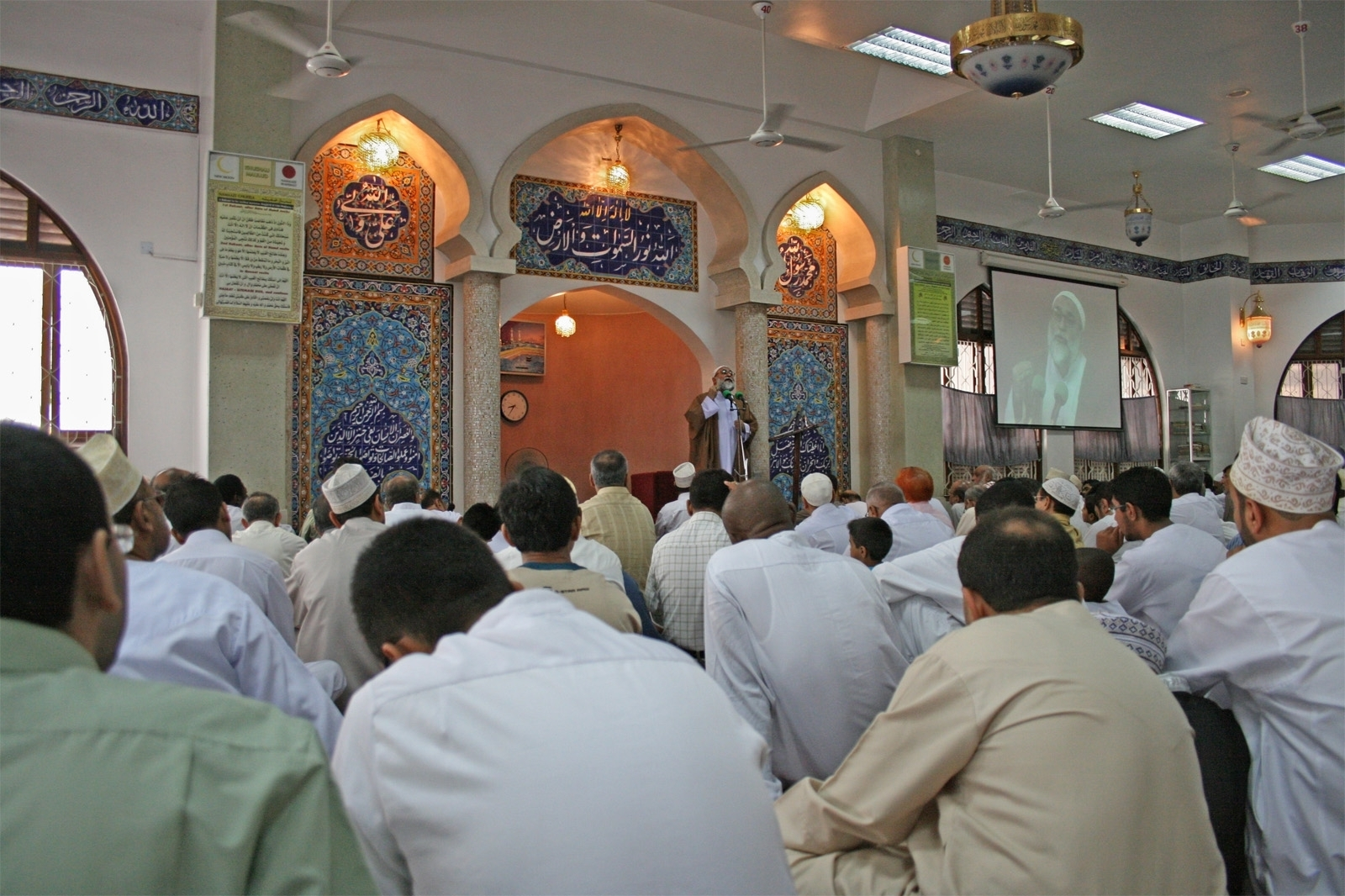
Una congregación de fieles escucha el sermón del viernes pronunciado por el jatib Murtaza Alidina en la mezquita de Dar es Salaam.

Jatib  (en árabe: خطيب‎, romanizado: jaṭīb) es, en el islam, la persona que pronuncia el sermón durante la oración del viernes o la eid. El jatib se sitúa también a la cabeza de los orantes en el ritual.
El jatib generalmente es el imán, pero a veces, ambos roles pueden ser interpretados por diferentes personas. No hay requerimientos para ser elegido jatib, más allá de ser varón y púber, y hallarse en estado de pureza ritual.